# Capel Island
Capel Island (en irlandais : Oileán un Cháplaigh) est une petite île située dans le comté de Cork, en Irlande.